# Lia Doranastraat

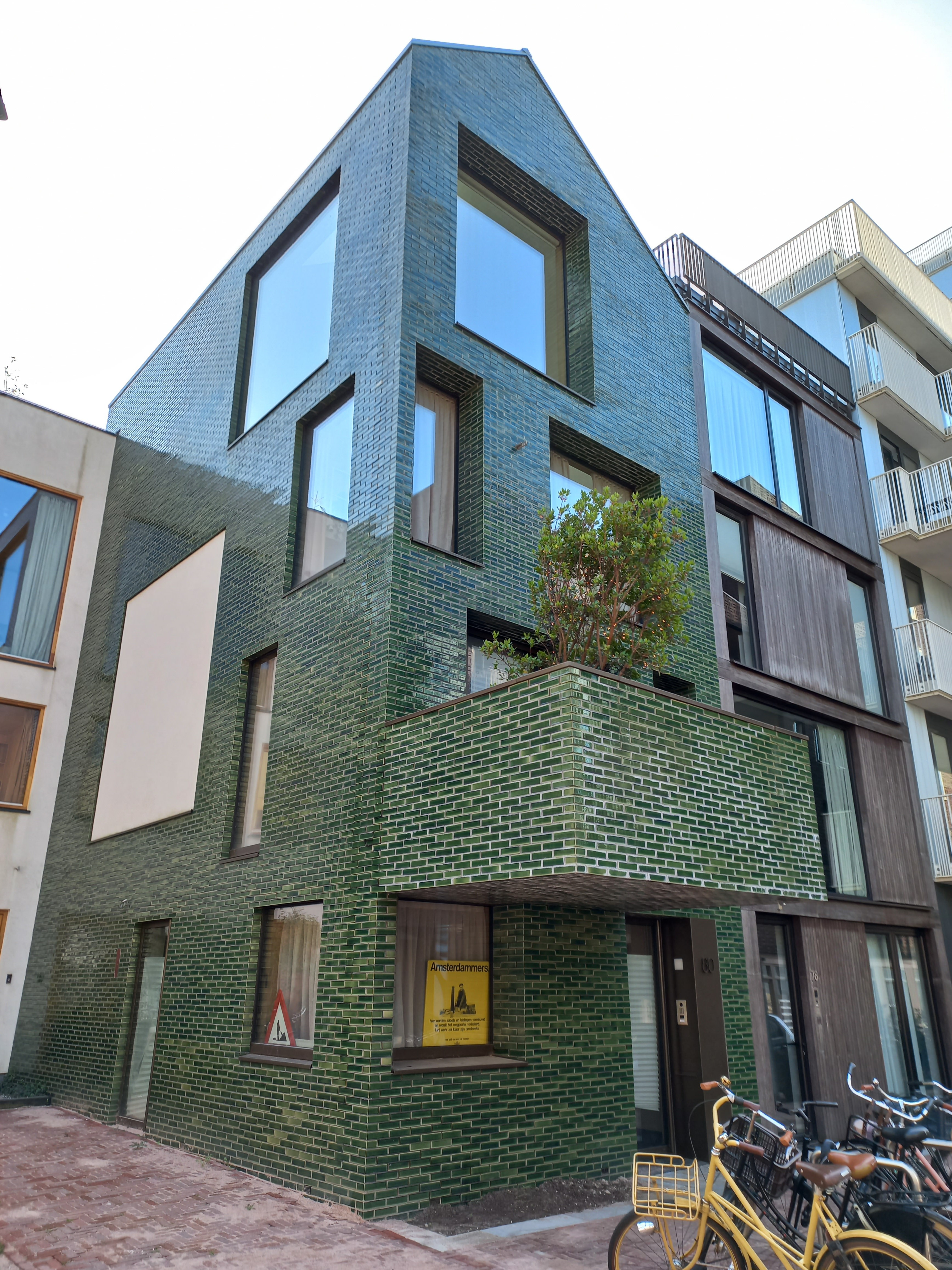
Lia Doranastraat 80 (augustus 2024)

De Lia Doranastraat is een straat in Amsterdam-Noord.

## Geschiedenis
De polder Buiksloterham was tot in de vroege jaren van de 20e eeuw land- en tuinbouwgebied. Op een kaart van 1901 is nog geen enkele bebouwing in de polder te zien. Wel zijn er dan in de omgeving de dorpen Buiksloot en Nieuwendam herkenbaar. Bewoning kwam er door de inrichting en bebouwing van de Van der Pekbuurt als ook een havengebied. Dat havengebied tierde welig, maar moest vanaf het eind van de 20e eeuw toch langzaamaan plaatsmaken voor de oprukkende stadsbebouwing. Eerste moest de bestaande bebouwing gesloopt worden en terreinen gesaneerd, maar rond 2016 was de grond ter plaatse geschikt om begin te maken met nieuwbouw. Er werden straatnamen vastgelegd, die verwezen naar Nederlandse artiesten. Een van de vernoemde artiesten was  zangeres Lia Dorana, anderen waren Conny Stuart en Leen Jongewaard.

## Bebouwing
De Lia Doranastraat kwam te liggen tussen de Distelweg, die nog uit het verleden stamt, en de Leen Jongewaardkade. Het Albert Molhof (een postzegelparkje) komt uit op de Lia Doranastraat. Aan de straat kwamen op de vier hoekpunten grote bouwblokken waaronder één van WE Architecten (Dok7 uit 2019/2020) met daartussenin enkele woningen die kavel voor kavel zijn gebouwd. De straat is circa negentig meter lang. Binnen de kleine kavels bevinden zich twee kleurige gebouwen: het blauwe huisnummer 61 (Wavewood) en groene huisnummer 80 (ontwerp Jan Bochmann).

### Wavewood

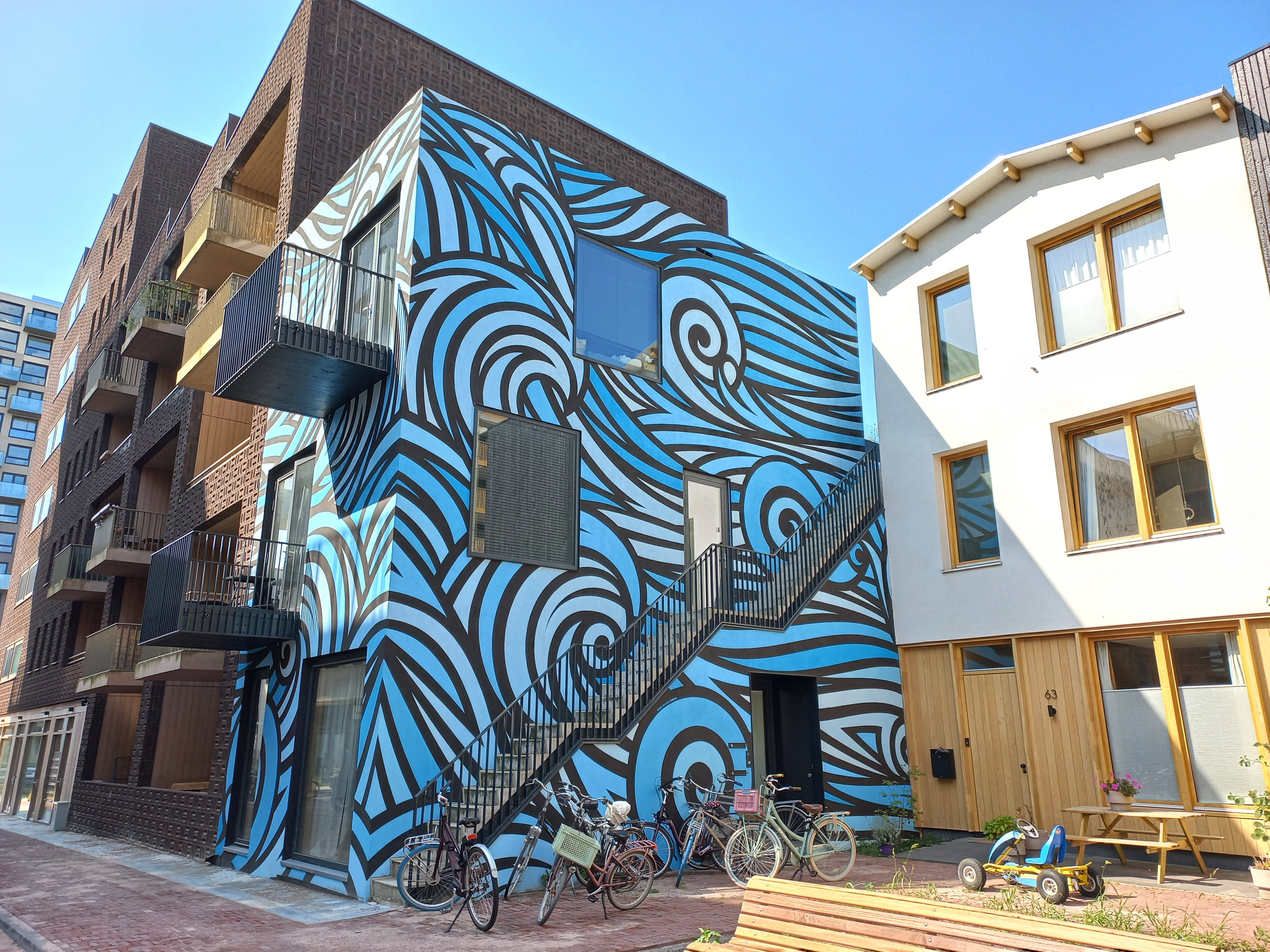
Wavewood (augustus 2024)

Een curieus gebouw werd Lia Doranastraat 61, dat ontworpen werd door Dirk Jan van Wieringhen Borski, Harvey Otten en Sander Bader. De eerste twee schaften hier een eigen kavel aan. Het gebouw van begane grond en twee appartementen erboven heeft een houten dragende constructie en inrichting van kruislaaghout (wood); het casco stond er binnen enkele weken. De voor- en  zijgevel zijn voorzien van een grote muurschildering van Hugo Mulder (HMD) met blauwe golven (wave). Mulder heeft een schildertechniek die veelal lijkt op het lijnenspel van tribals binnen tatoeages. Brede zwarte lijnen doorkruisen kleurvlakken; hier drie tinten blauw. Voor inspiratie hoefde Mulder niet ver weg; het IJ ligt er om de hoek, ook de aanleghavens gaven inspiratie. Deze muurschildering wordt overigens weer doorkruist door trap naar de deuren van de appartementen. Anderzijds gaat de muurschildering naar boven op in de blauwe lucht.   